# Aviat A-1 Husky

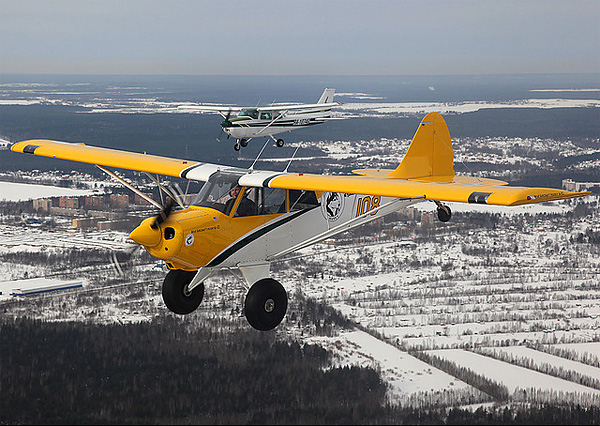
Husky-A-1C-108

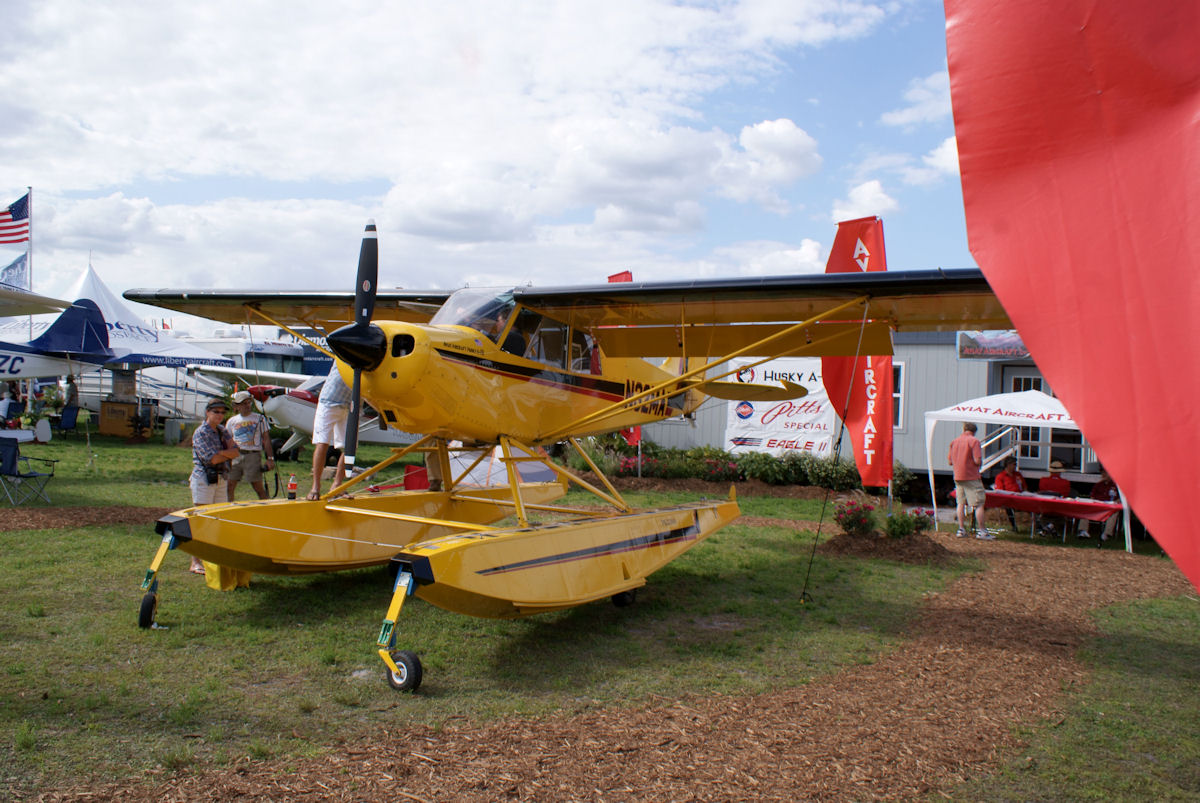
Aviat A-1B Husky z pływakami

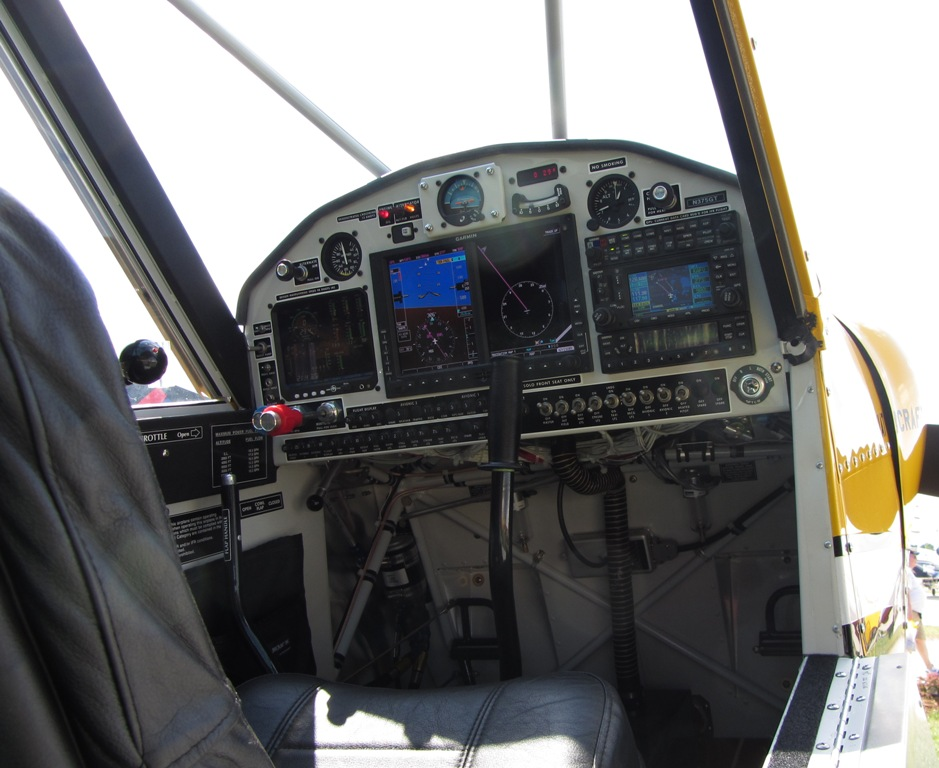
Aviat Husky A-1C – kokpit

Aviat A-1 Husky – dwuosobowy, lekki samolot produkowany w zakładach Aviat Aircraft w Afton w stanie Wyoming. Prace projektowe nad samolotem rozpoczęły się w 1985 roku. Pierwszy prototyp został oblatany w 1986 roku, natomiast rok później został certyfikowany. Do produkcji seryjnej został wprowadzony w drugiej połowie lat 80. XX wieku w Stanach Zjednoczonych.

## Historia
Aviat A-1 Husky został zaprojektowany przez Christen Industries. Prace projektowe nad Husky rozpoczęto pod koniec 1985 roku. Samolot ten, jako jeden z nielicznych w swojej klasie, zaprojektowano z wykorzystaniem CAD. Prototypowy Husky został oblatany w 1986 roku, a US FAA przyznało certyfikat w następnym roku. Wkrótce potem rozpoczęto dostawy nowego modelu. Aviat A-1 był jednym z najlepiej sprzedających się lekkich samolotów w latach 90. XX wieku. Do 2008 roku sprzedano ponad 650 egzemplarzy.

## Konstrukcja
Górnopłat zastrzałowy, z miejscami dla dwóch osób w układzie tandem i podwójne sterowanie. Dobra widoczność z kokpitu wynika z zastosowanego układu płatowca. Moc silnika (135 kW) jest względnie wysoka w stosunku do masy samolotu. Aviat A-1 jest wyposażony w czterocylindrowy silnik w układzie bokser Lycoming O-360 ze śmigłem samoprzestawialnym. Moc silnika i odpowiednia konstrukcja skrzydła zapewniają możliwość operowania z krótkich pasów startowych. Konstrukcja kadłuba z ramy z rur stalowych z pokryciem Dacronem na wszystkich poza tylną częścią kadłuba oraz metalowych krawędzi natarcia na skrzydłach. Dodatkowo wyposażenie samolotu może obejmować pływaki, narty oraz hak do szybowców.
| Wersja samolotu              | Moc silnika [KM/kW] | Masa brutto [kg] | Rok certyfikacji |
| ---------------------------- | ------------------- | ---------------- | ---------------- |
| Husky A-1 (wersja pierwotna) | 180 (134)           | 816              | 1987             |
| Husky A-1A                   | 180 (134)           | 857              | 1998             |
| Husky A-1B                   | 180 (134)           | 907              | 1998             |
| Husky A-1B-160 Pup           | 160 (119)           | 907              | 2003             |
| Husky A-1C-180               | 180 (134)           | 998              | 2007             |
| Husky A-1C-200               | 200 (149)           | 998              | 2007             |

## Zastosowanie
Aviat A-1 Husky służy m.in. do obserwacji, patrolowania rybołówstwa, inspekcji rurociągów, patrolowania granic, holowania szybowców i szeregu misji użyteczności publicznej. Wiele egzemplarzy zostało zakupionych przez Departamenty Spraw Wewnętrznych i Rolnictwa Stanów Zjednoczonych. Jednym z bardziej znanych klientów jest agencja Kenya Wildlife Service, która wykorzystuje Husky do patrolowania, w celu walki z kłusownictwem.